# Andre de Luca
Andre de Luca (auch Andre Lucaß, * möglich ist Wiener Neustadt, † 1658 in Kaisersteinbruch) war ein italienisch-schweizerischer Steinmetzmeister, zum Gerichtsgeschworenen und Kirchenvater gewählt.

## Familie
Das Handwerk der Steinmetzen und Maurer in Kaisersteinbruch war eine eigenständige Viertellade der Hauptlade Wiener Neustadt. Unter den bedeutendsten aus dem Süden nach Neustadt gekommenen und hier sesshaft gewordenen Künstlern war die Familie de Luca. Zuerst wird der Steinmetzmeister Stephan de Luca erwähnt, als er 1549 ein Haus mit Garten in der Baumgartgasse erwarb. Er arbeitete für die Stadt, beim Bürgerspital war er mitbeschäftigt. Er starb im Jahre 1562. Im Jahre 1580 wird sein Sohn Andreas de Luca genannt. Er kann daher nicht die hier beschriebene Person sein.
Stephans jüngerer Bruder Lucas de Luca erlangte das Bürgerrecht, 1591 wird er Mitglied des äußeren Rates, von 1596 bis 1599 ist er im inneren Rate. Er baute viel für Private, 1569 das Gebäude des Prädikanten, und starb 1600. Der Maurer Valentin de Luca, vielleicht ein dritter Bruder von Stephan und Lucas, wird in den späteren 1570er Jahren genannt. Er starb 1612.

### Lucaß – Lucches(e)
Es ist möglich, dass sich der Name Luca, Lucaß von Lucches(e) ableitet. Der Kaisersteinbrucher Steinmetzmeister Andre Lucaß war ein Zeitgenosse des kaiserlichen Hofarchitekten Filiberto Lucchese. Bei einigen kaiserlichen Bauten ist die Zusammenarbeit mit Kaisersteinbruch bereits dokumentiert. Die Wiener Neustädter De Luca könnten aus Pambio (heute Teil von Lugano) zugewandert sein.

## Leben
Für einige der Neustädter Steinmetzmeister und Bildhauer, die Solari, die Woller, und auch Andre de Luca wurde der kaiserliche Steinbruch das Zentrum ihrer Arbeit.

### 1628
Erste Nennung im „Register“: Steinmetzmeister Andre de Luca, Gattin Elisabeth.

### 1633
Dominicus Cleritz, Steinmetz im Steinbruch am Leithaberg, mit Rosina seiner Ehefrau, erwirbt einen Krautgarten. Zuvor waren Steinmetzmeister Andre de Luca, und Frau Elisabeth, an Nutz und Gwöhr geschrieben gestanden.

### 1636
Ein Haus mit Garten vom Steinmetz Hans Misson erkauft.

## 1639 Wahl zum Geschworenen
Herr Abt Michael Schnabel vom Stift Heiligenkreuz hält am 6. October 1639 Banntaiding im Steinbruch am Leithaberg ab: der alte Richter Andre Ruffini ist wieder gewählt und bestätigt worden. Die neuen Geschworenen wurden: Hieronymus Bregno, Mathias Lorentisch, Andre de Luca und Tobias Peltzl.

### 19. August 1642 Inventur Elisabeth Regondin
19. August 1642 Inventur Elisabeth Regondin,
Tochter des kayserl. Steinmetzmeisters Antonius Bregno, Heirat mit Pangratz Roth, nach dessen Tod ehelicht sie Ambrosius Regondi. (Inventur stark gekürzt) Erstlich wird das obere Haus geschätzt samt dem oberen Steinbruch, dann die andern 2 Häuser, mehr 3 Kühe, 2 Kälber, item 11 Schwein, dann sind ausgearbeitete Stein alda geschätzt, der Weingarten zu Breitenbrunn wird geschätzt, item Zinngeschirr, item werden die Kleider geschätzt, item ist man ihrer herein schuldig 138 R 3 h.  Wann nun diese Summa in zwei Teile geteilt wird, so verbleibt der halbe Teil laut aufgerichtetem Testament dem Vater Ambrosius Regondi 404 R 30 h, dann den Kindern auch soviel, die zwei Maidl namens Catharina und Maria.
Er Regondi soll die Kinder bei sich behalten, erziehen, ernähren, bekleiden und in der Furcht Gottes halten, dass also kein Beschwer vorkomme, das Haus auch in guten Bau erhalten, dass kein Abgang sein wird und so es baufällig werde, möchte von seinem Gut neu erbauen.  Außerdem muss er den Kindern von denen 364 fl Geld jährlichen 5 fl pro cento reichen. Unterschriften von:  Hieronymus Bregno und Andre de Luca. (Einige Geldbeträge werden ausgelassen)

### 2. Dezember 1642 Gerichtsverfahren gegen Pietro Maderno, Sohn von Pietro Maino Maderno und Victoria
Gerichtsverfahren gegen Pietro Maderno, Sohn von Pietro Maino Maderno und Victoria: Verhör, Anklage und Aussage von Meister Adam Faschko, Fleischhacker in Heiligenkreuzer Steinbruch, wider Peter Matern. Am 2. Dezember 1642 im Beisein Pater Jacobi, Verwalter in Königshof, auch Meister Andre Ruffini, Richter in Steinbruch, Meister Hieronymus Bregno, Andre de Luca, Ambrosius Regondi und Meister Thomas Roffin verhört worden:

### 1647 Kirchvater
Banntaiding am 29. Juli 1647: Herr Abt berichtet, der Gerichtstag konnte wegen Kriegsungelegenheiten, auch der leidigen Pest in diesem Dorf nicht abgehalten werden, daher so große Zwietracht, auch Auflehnung und Ungehorsam gegen die Obrigkeit sich erhoben...
Herr Abt hat es für notwendig erachtet, dem Gottshauß allda zu St. Rochus zwei Kirchväter mit genauen Instructionen zu verordnen, bestimmt wurden Andre de Luca und Paul Cleritz. Die Kirchenrechnungen, mit den Kirchen-Almosen und Einnahmen sollen der Kirchen allein zum Nutzen fleißig einbringen. Direktion und Inspektion bleiben bei Andre Ruffini.

## Steuerpflichtige
Verzeichnis der Außenstände am Gerichtstag (auszugsweise): Thomas Ruffini .. 41 fl, Mathias Lorentisch .. 49 fl 38 kr, Domenicus Petruzzy .. 77 fl 56 kr, Ambrosius Petruzzy .. 156 fl 39 kr, Antonius Purisol .. 153 fl 36 kr, Pietro Maino Maderno .. 39fl; Andre de Luca .. 11fl, dann noch Andre de Luca im „alten Register“ .. 41 fl 49 kr. (alle Steinmetzmeister)

## Handwerksordnung für den kayserlichen Steinbruch 1650

### 1653 Liste mit 125 Bewohnern
Das Stift Heiligenkreuz als Obrigkeit mit dem Verwalter von Königshof Pater Stephan Bader und Pater Laurenz Achen erhob 1653 mit einer Liste aller die in der Pfarrkirche Rochus und Sebastian die österliche Beichte und hl. Kommunion empfangen haben einerseits die 125 Bewohner im Steinbruch, zugleich wurde eine Häuserliste erstellt (auszugsweise):
- Richter Steinmetzmeister Ambrosius Regondi, Angela, seine Frau, des Richters Bruder Steinmetzmeister Hans Georg, Maria, seine Frau.
- Hans Eder, Ursula, seine Frau.
- Thomas Ruffini, Frau Margaretha.
- von Wien Hans Herstorffer (ehemaliger Dombaumeister der Stephanskirche).
- Paul Cleritz und Frau Apollonia.
- Domenicus Petruzzy.
- Andre de Luca und Frau Eva
- Mathias Lorentisch und Ehefrau Maria, die Söhne Johann, Mathias.
- im Hause Maderno (†): Steinmetzgeselle Ambrosius Ferrethi.

### 24. Juli 1655 Heiratsvertrag Steinmetzgeselle Benedict Annon mit der Meisterswitwe Margaretha Ruffinin
Zwischen dem ehrbaren jungen Benedict Annon, ein Stainmetzgeselle in Heyligen Creutzer Stainbruch am Leuttaberg, dann der tugendsamen Frau Margaretha Ruffinin, des Thomas Ruffini sel. hinterlassene Wittib. Zeugen des Bräutigams Ambrosius Ferrethi und Paul Cleritz, der Braut Ambrosius Regondi, Richter und Andre de Luca, alle 4 Steinmetzmeister in Steinbruch.

## 1658 Tod
Der italienische Steinmetzmeister Hieronymus Bregno, mit Maria verehelicht, kauft nach dem Ableben des Steinmetzmeisters Andre de Luca und Eva seiner Frau, ein halbes Haus und Garten von der Obrigkeit.